# فابيان إنغلمان
فابيان إنغلمان هو رجل قضاء وسياسي فرنسي، ولد في 7 مايو 1979 في Algrange ‏ في فرنسا. نشط حزبياً في التجمع الوطني.

## مناصب
- انتخب  خلال فترته النيابية ‏ (18 مايو 2020 – ).
- انتخب Mayor of Hayange ‏ خلال فترته النيابية ‏ (18 مايو 2020 – ).
- انتخب  خلال فترته النيابية ‏ (30 مارس 2014 – 17 مايو 2020).
- انتخب  لترشحه ضمن قائمة Hayange [الإنجليزية]‏، خلال فترته النيابية ‏ (30 مارس 2014 – ).
- انتخب regional councillor of Grand Est ‏ عن دائرة موزيل وقد انضم خلال فترته النيابية ‏ (2016 – ) للكتلة البرلمانية .
- انتخب Mayor of Hayange ‏ خلال فترته النيابية ‏ (6 أبريل 2014 – 17 مايو 2020).